# Haya bint Abd al-Aziz Al Sa'ud
Ḥāya bint ʿAbd al-ʿAzīz Āl Saʿūd (1929 – Riyad, 2 novembre 2009) è stata una principessa saudita.

## Primi anni di vita
La principessa Haya è nata nel 1929. Era la seconda figlia di re Abd al-Aziz e della sua dodicesima moglie, Muḍi. Era sorella germana di Sulṭāna, Mājid e Saṭṭām. È stata anche la prima femmina a vincere la Coppa del Re di Giordania, sfilando con la sua Bint al Reeh.

## Attività
Nel 2001, Haya divenne patrona del Centro saudita del cricket, l'organo di governo di questo sport nel paese.

## Vita personale
La principessa era sposata con Sa'ud bin Muhammad Abdul Rahman Al Sa'ud, nipote di re Abd al-Aziz. Hanno avuto quattro figli; una femmina, Noura e tre maschi, Sa'd, Faysal e Abdul Rahman.

## Morte e funerale
Haya è morta di malattia all'Ospedale Specialistico Re Faysal di Riad il 2 novembre 2009. Le preghiere funebri si sono tenute presso la Moschea Imam Turki bin Abd Allah della città, il giorno successivo. Alle esequie hanno partecipato re Abd Allah, i principi Mut'ib, Badr, Ahmad, Muqrin, Fahd bin Mohammed bin Abd al-Aziz, Abd al-Aziz bin Mut'ib, Bandar bin Mohammad bin Abdul Rahman, Abdul Rahman bin Abdullah bin Abdul Rahman e Khalid bin Faysal.